# کنیامردم پخت‌رخ

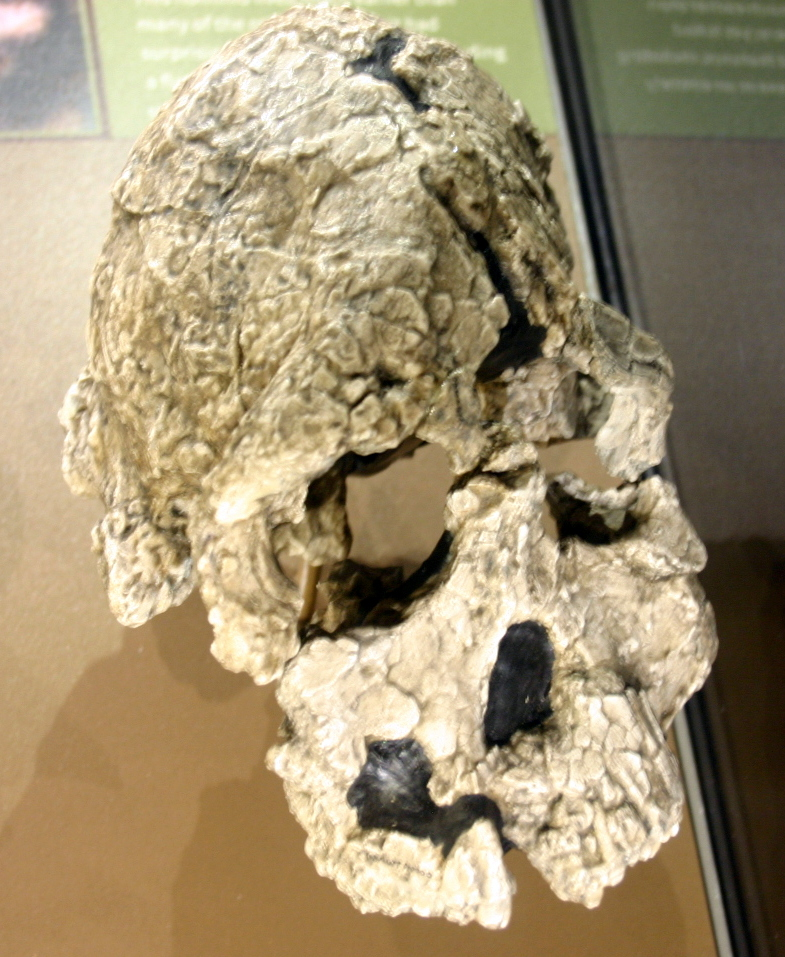
تصویر جمجمه کنیامردم پخت‌رخ

کنیامردم پَخْتْ‌رخ با نام علمی Kenyanthropus platyops گونه‌ای انسان‌سا بود که حدود ۳٫۵ تا ۳٫۲ میلیون سال پیش در شرق آفریقا می‌زیست. فسیل وی در کنیا به دست آمده‌است از همین روی نام کنیامردم را بر سرده نهاده‌اند. ویژگی ممتاز کنیامردم پَخت‌رخ چنان‌که از نام آن بر می‌آید پختی چهرهٔ وی است. تا پیش از کشف این انسان‌سا، پختی چهرهٔ انسان (در قیاس با خویشاوندان نزدیک وی چون شمپانزه) تحولی متأخر در فرایند تکامل انسان دانسته می‌شد. از همین روی، پختی رخِ کنیامردم با در نظر گرفتن قدمت فسیل وی چشمگیر است. عده‌ای از دیرین‌مردم‌شناسان سردهٔ انسان را مستقیماً خاسته از کنیامردم می‌دانند. —باور سنتی قائل به خاستن انسان از جنوبی‌کپی است.— از دلایل ایشان همین پَختی رخِ وی است.